# Clod
Ne doit pas être confondu avec le dessinateur italien Clod (Claudio Onesti).
Pour les articles homonymes, voir Clod (homonymie).
Clod (Claude Voirriot), également connu sous le pseudonyme d' Alex Formika, est un illustrateur et auteur de  bande dessinée français né à Paris le 25 mars 1970.

## Biographie
Clod réalise des illustrations pour l'édition, la presse et la communication. Il réalise également des albums de bande dessinée en tant que dessinateur ou scénariste.
Clod réalise des illustrations pour de nombreux médias ou institutions, notamment pour : La ville de Paris, Le Parisien ou encore la Mutualité française.

## Œuvres
- Le Calvaire de Mamie Yvette et autres faits divers illustrés, illustrations Clod, autoédition 2017.
- C'était mieux demain[3], textes d'Anne Debrienne, illustrations d' Alex Formika (pseudonyme de Clod), édition Akiléos, 2014.
- Les Carnets de Georg Weiss (série, un seul tome paru)

Le Testament du Docteur Weiss ,, scénario de Clod, dessins de Benoît Frébourg, Petit à Petit, 2006  (ISBN 2-84949-020-2), réédition en 2012 (éditions Physalis)  (ISBN 978-2-366-40017-5)
- Prends-en de la graine, scénario de Céka, Objectif Mars Éditions, collection AstroKidd, 2001  (ISBN 978-2-9538976-2-3)
- Double assassinat dans la rue Morgue[6],[7], scénario de Céka d'après l'œuvre d'Edgar Allan Poe, dessins de Clod, Akileos, 2007  (ISBN 978-2-915168-83-9)
- Le Procès [8], scénario de Céka d'après l'œuvre de Franz Kafka, dessins de Clod, Akileos, 2006  (ISBN 2-915168-27-X). Réédition en 2016 [9]